# Songs for a Tailor
Songs for a Tailor – debiutancki album Jacka Bruce’a nagrany i wydany w 1969 r.

## Historia i charakter albumu
Songs for a Tailor był drugim nagranym albumem firmowanym własnym nazwiskiem przez Jacka Bruce’a. Pierwszy album – Things We Like – został nagrany jeszcze w sierpniu 1968 r., jednak przeleżał na półce do 1970 r. O ile całkowicie jazzowym albumem Things We Like Bruce chciał zaznaczyć swoją niezależność oraz odciąć się od już kończących swój żywot Cream, to komponując muzykę do Song for a Tailor nie musiał już tego robić.
Dlatego album ten jest demonstracją umiejętności Bruce’a jako kompozytora piosenek do tekstów poety Pete’a Browna.
Na płycie tej znalazły się dwie z najpopularniejszych kompozycji Bruce’a: "Theme from an Imaginary Western" i "Rope Ladder to the Moon". Obie zostały przyniesione przez Dicka Heckstalla-Smitha do grupy Colosseum i stały się jej podstawowymi koncertowymi utworami.
Tytuł albumu jest dyskretną dedykacją dla Jeannie Franklin, która miała swój sklep w Santa Monica. Zaopatrywała ona Bruce’a w ubrania i ostatecznie zaprzyjaźnili się. Nieco wcześniej zaopatrywała ona w swoją odzież grupy firmy Tamla-Motown, a później także i zespół Cream. Była ówczesną dziewczyną gitarzysty i wokalisty grupy Fairport Convention – Richarda Thompsona.
Wysłała ona list do Bruce’a, w którym prosi go o zaśpiewanie dla niej. List dotarł do Bruce’a 14 maja 1969 r., dokładnie w dniu, w którym zginęła ona w wypadku samochodowym. Dziwnym zbiegiem okoliczności jest to dzień urodzin Jacka Bruce’a.

## Muzycy
- Jack Bruce – wokal (1–10, B1–B4 ); pianino (1–6, 8–10, B1, B2, B4); gitara basowa (1–10, B1–B4); organy (2–4, 10, B1, B2), gitara (5, 7, 9); wiolonczela (5), elektryczne pianino (B3)
- George Harrison – gitara (1)
- Harry Beckett – trąbka (1, 6, 8, B4)
- Henry Lowther – trąbka (1, 6, 8, B4)
- Dick Heckstall-Smith – saksofon tenorowy (1, 6, 8, B1, B4) i sopranowy (1, 6, 8, B1, B4)
- Art Themen – saksofon tenorowy (1, 6, 8, B4) i sopranowy (1, 6, 8, B4)
- Jon Hiseman – perkusja (1–4, 6, 8–10, B1–B4)
- Chris Spedding – gitara (2–4, 6, 9, 10, B2–B4)
- John Marshall – perkusja (5, 7)
- Felix Pappalardi – wokal (5, 9); instrumenty perkusyjne (7); gitara (9)
- John Mumford – puzon (8)

## Spis utworów
B – utwory bonusowe
| 1.  | Never Tell Your Mother She’s Out of Tune | 3:39  |
|     |                                          |       |
| 2.  | Theme from an Imaginary Western          | 3:27  |
|     |                                          |       |
| 3.  | Ticket to Waterfalls                     | 2:59  |
|     |                                          |       |
| 4.  | Weird of Hermiston                       | 2:20  |
|     |                                          |       |
| 5.  | Rope Ladder to the Moon                  | 2:51  |
|     |                                          |       |
| 6.  | The Ministry of Bag                      | 2:47  |
|     |                                          |       |
| 7.  | He the Richmond                          | 3:34  |
|     |                                          |       |
| 8.  | Boston Ball Game 1967                    | 1:44  |
|     |                                          |       |
| 9.  | To Isengard                              | 5:28  |
|     |                                          |       |
| 10. | The Clearout                             | 2:36  |
|     |                                          |       |
| B1. | Ministry of Bag[a]                       | 3:43  |
|     |                                          |       |
| B2. | Weird of Hermiston[b]                    | 2:28  |
|     |                                          |       |
| B3. | The Clearout[c]                          | 3:00  |
|     |                                          |       |
| B3. | Ministry of Bag[d]                       | 3:53  |
|     |                                          |       |
|     |                                          | 44:29 |
|     |                                          |       |

## Opis płyty
Oryginalny album
- Producenci – Felix Pappalardi
- Inżynier nagrywający – Andrew John
- Studio – Morgan Studios, Willesden, Londyn
- Data sesja – kwiecień–czerwiec 1969
- Fotografia na okładce – Roger Phillips
- Projekt artystyczny – Rolph dla Ink Studios/Got Together

Wznowienie
- Producent – Mark Powell
- Miksowanie z oryginalnej 8-ścieżkowej taśmy – Paschal Byrne i Mark Powell
- Studio – The Audio Archiving Company, Londyn
- Data miksowania – listopad 2002
- Koordynator projektu – Joe Black dla Universal Music Company
- Opakowanie CD – Phil Smee w Waldo’s Design & Dream Emporium
- Czas – 44:18
- Firma nagraniowa – Polydor
- Oryginalny numer katalogowy – 583 058
- Nr katalogowy wznowienia – 065 603-2

## Listy przebojów
| Rok  | Lista                        | Pozycja |
| ---- | ---------------------------- | ------- |
| 1969 | Billboard USA. Albumy popowe | 55      |
| 1969 | UK Albums Chart WB.          | 6       |